# Louis Cristal
El Louis Cristal és un vaixell de passatgers de la companyia de creuers Louis Cruises.
El 1980 es va construir originalment com a ferri amb el nom de Viking Saga a les drassanes Wärtsilä Turku New Shipyard, a Turku (Finlàndia). El 1986 va canviar de nom per Sally Albatross, i l'any següent es va refer com a vaixell de creuer. El 1990 va ser destruït per un foc. Va ser reconstruït a les drassanes Finnyards, a Rauma (Finlàndia) entre 1990 i 1992. El 1992 va tornar a navegar mantenint el nom Sally Albatross. Després de patir un enfonsament parcial el 1994 va ser reconstruït a Industrie Navali Maccaniche Affini, a La Spezia (Itàlia). El 1995 va tornar a navegar com a Leeward per a Norwegian Cruise Line. El 2000 va canviar de nom per SuperStar Taurus i va navegar per a Star Cruises. De 2002 a 2006 va navegar amb el nom Silja Opera per a Silja Line. Entre 2006 i 2007 es va estar un any inoperatiu. Des del 2007 és el Cristal de Louis Cruise Lines.
Fa 158.88 m d'eslora, i 25.20 m de mànega, i te nou cobertes accessibles als passatgers. Nominalment accepta 1409 passatgers. Navega amb bandera de Grècia.
Sol fer rutes d'una setmana pel mar Egeu i les Illes gregues, sortint de Lavrio (vora Atenes) o d'Istanbul.